# ペット・セマタリー

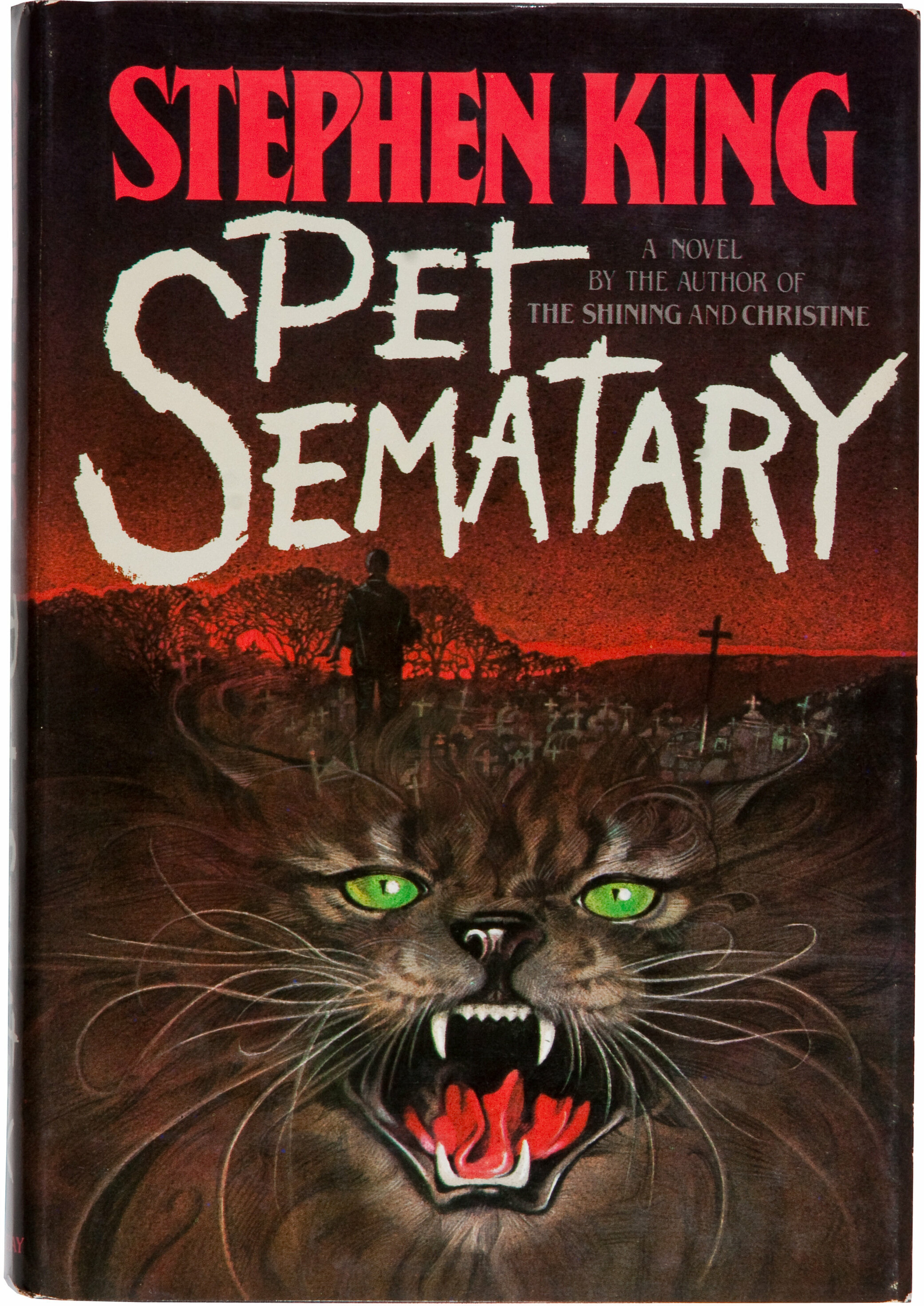
表紙

『ペット・セマタリー』（原題: Pet Sematary）はスティーヴン・キングが1983年に発表した長編小説である。

## 概要
1983年発表であるが、原稿自体はそれ以前に完成しており、かねてから「あまりの恐ろしさに発表を見合わせている」と噂されていた作品である（キング自身は「妻のタビサがこの本を私に発表させたがらない」と述べている）。ホラー色の強い作品だが、主題は“愛するが故に、呪いの力を借りてまでも死んだ家族を生き返らせようとしてしまう”という「人間愛・家族愛の哀しさ、人間の愚かさ」といった点に置かれている。また、作中には、過去のキング作品の設定がいくつか引用されている。
原題の「Pet Sematary」は「ペット霊園」の意味であるが、英語の正しい「霊園」のスペルはCemeteryである。これは、「（本作品に登場する）ペット霊園の入り口には、幼い子供の書いた看板がかかっているが、"CEMETERY"を"SEMATARY"という子供らしいスペルミスをしている」と描写されていることから、そのスペルミス表記を原題として採用したものである。
1989年にアメリカで映画化された。映画タイトルの原題は小説と同じだが、日本では『ペット・セメタリー』として公開された。

## あらすじ
メイン州の田舎町に家を購入した若い医者のルイス・クリードは、妻のレーチェルと幼い娘のアイリーン、生後間もない息子のゲージ、アイリーンの愛猫チャーチという家族を持つ、典型的な「幸せな一家」である。庭には細道があり、その昔、町の子供たちが造ったペット霊園がある裏山に続いている。隣家にはジャド・クランドルとその妻という老夫婦が住んでいる。
レーチェルが子供たちを連れて実家に帰省していたある日、猫のチャーチが車に轢かれて死んでしまう。まだ身近な「死」を受け入れたことのない幼い娘にどうやって説明するか悩むルイスは、詳しい事情を聞かないままジャドに連れられて、チャーチの死体を裏山からさらに奥に分け入った丘に埋める。すると次の日、死んだはずのチャーチが家に帰ってきた。だが、帰ってきたチャーチは腐臭を発しヒョコヒョコ歩く、全く別な“何か”のようだった。
釈然としないまま過ごしていたある日、今度は最愛の息子ゲージがチャーチと同じように轢死してしまう。悲嘆にくれるルイスに、ジャドはチャーチを埋めた場所にまつわる忌まわしい事実を語り、「あの場所に二度と近づくな」と釘を刺す。しかし、亡くなった息子への愛が、ルイスに決して超えてはいけない一線を超えさせてしまう。

## 映画化
キング自身が脚本を書き下ろし、映画化された。日本で劇場公開及びソフト化された時のタイトルは『ペット・セメタリー』だが、ほぼ同時期に文藝春秋社より出版された原作本のタイトルは『ペット・セマタリー』と、原題「PET SEMATARY」の片仮名表記は異なっている。
熱狂的なロックファンであるスティーヴン・キングの希望により、主題歌はラモーンズが担当している。ゲージの轢死シーンにてトラックドライバーが聴いている曲もラモーンズの「シーナはパンクロッカー」である。本編終了後、作品の悲しい余韻に浸る観客に対し、エンドロールに突如ラモーンズの「ペット・セメタリー」を乗せて聴かせたエピソードは有名であり、ゴールデンラズベリー賞では主題歌賞にノミネートされた。
なお、2作目『ペット・セメタリー2』も製作され、キャストには当時『ターミネーター2』で売れっ子となっていたエドワード・ファーロングが起用されたものの、興行成績は鳴かず飛ばずで、観客・批評家たちから酷評を受けた。
2019年にはリメイクもされた。

### キャスト
| 役名                 | 俳優                       | 日本語吹き替え | 日本語吹き替え | 日本語吹き替え |
| 役名                 | 俳優                       | ソフト版       | フジテレビ版   |                |
| -------------------- | -------------------------- | -------------- | -------------- | -------------- |
| ルイス・クリード     | デイル・ミッドキフ         | 野島昭生       | 大滝進矢       |                |
| ジャド・クランドル   | フレッド・グウィン         | 加藤精三       | 加藤精三       |                |
| レイチェル・クリード | デニーズ・クロスビー       | 吉田理保子     | 塩田朋子       |                |
| エリー・クリード     | ブレーズ・バーダール       | 林原めぐみ     | こおろぎさとみ |                |
| ゲイジ・クリード     | ミコ・ヒューズ             | あきやまるな   | 川田妙子       |                |
| パスコー             | ブラッド・グリーンクィスト | 山寺宏一       | 江原正士       |                |

フジテレビ吹替その他、小宮和枝、村松康雄、竹口安芸子、山田礼子、石井敏郎、牛山茂、秋元羊介、広瀬正志、荒川太朗、鈴鹿千春、亀井芳子、金野恵子、種田文子、久川綾
- フジテレビ版 -『ゴールデン洋画劇場』 初放送1992年8月8日

### スタッフ
- 監督：メアリー・ランバート
- 製作：リチャード・P・ルビンスタイン
- 脚本：スティーヴン・キング

## 出版
日本では、深町眞理子によって翻訳され、文藝春秋社より出版されている。
- ペット・セマタリー
  - 上巻 - ISBN 416714803X
  - 下巻 - ISBN 4167148048